# Itsumaden
Itsumaden (以津真天) és un yōkai de la mitologia japonesa, és una au sobrenatural de la qual es parla al llibre de Taiheki (Cròniques de la gran pacificació o pau).

## Història

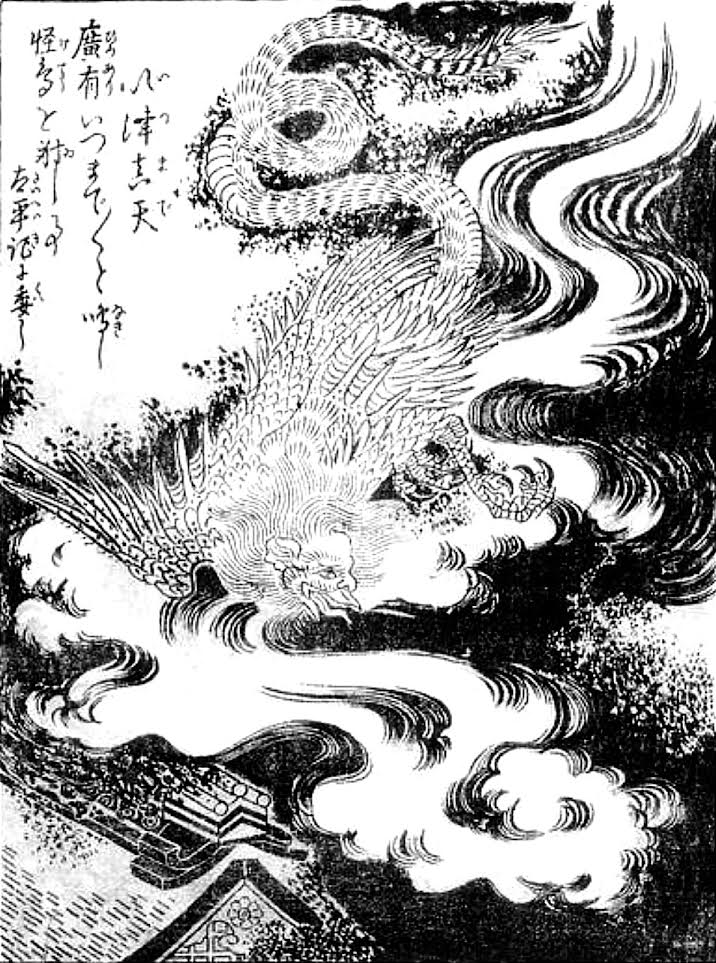
Il·lustració de l'Itsumaden segons el llibre Konjaku Gazu Zoku Hyakki de Sekiyama Torien

La tardor del primer any de l'Era Kenmu (1334), al caure la nit s'apareixia en el cel sobre Shishinden (un dels edificis del palau imperial de Kioto) una au sobrenatural que xisclava "fins sempre, fins sempre...".
Els nobles de la cort van pensar que allò era un signe de mal averany i, agafant com a exemple a Minamoto no Yorimasa que en el seu dia va derrotar un monstre similar, van decidir encarregar-li a un famós arquer, Oki Jirozaemon Hiroari, que acabés amb l'ocell.
Al cap d'un temps d'espera l'ésser va aparèixer, com de costum. Escopia foc per la boca i només veient-la intuïes com de sinistre era. De manera molt ràpida, Hiroari, li va disparar una fletxa especial, dita kaburaya i de manera espectacular va donar el blanc i va fer caure l'au al terra.
Quan Hiroari va apropar-se a l'au, va veure que tenia rostre humà, el seu cos era similar al de les serps i les dues potes acabaven amb unes ungles afilades com espases. També es diu que les ales esteses feien uns 5 metres.

## Origen
Segons l'època en què va aparèixer va ser un any que va haver-hi una gran quantitat de morts a causa d'una epidèmia i els cadàvers s'apilaven als afores de la capital. Aquell ocell podria ser una manifestació física de la rancor concentrada dels morts o com una queixa de tots aquells cadàvers desatesos durant tant de temps i per això xisclava "fins sempre, fins sempre...".